# Sayid Jarrah
Sayid Hassan Jarrah (arabisk سعيد حسّان جراح) er en fiktiv karakter i den amerikanske tv-serie Lost, spillet af den engelske skuespiller Naveen Andrews.

## Baggrund
Det var Naveens idé at Sayid og Shannon skulle indlede et romantisk forhold, i håb om at kunne chokere Amerika.

### Personlighed
Sayid er teknisk, faktuelt og videnskabeligt anlagt. Han er analytisk og metodisk, og vil rationalisere ting før han accepterer dem. Dette eksemplificeres blandt andet under en samtale med Kate om hvordan de overlevede flystyrtet. Sayid postulerer at der må ligge noget dybere bag, uden at vide hvad, mens Kate mener at "nogle ting bare sker." Han er kompetent til at læse og afkode menneskers fysiske signaler; En egenskab der specielt kommer til udtryk i episoden hvor Locke supplerer med misvisende oplysninger om Boones ulykke, hvilket Jack skønner er årsagen til det efterfølgende dødsfald.

## Biografi

### Før flystyrtet
Sayid var han kommunikationsofficer i Den Republikanske Garde i Irak. Som han selv siger det, bestod en del af hans job i at få fjenden til at kommunikere; Han var torturbøddel.
Han beordres en dag til at "afhøre" Nadia Jazeem. En kvinde han kender fra da han var ganske ung. I løbet de uger hun er tilfangeholdt opstår et bånd mellem dem – et bånd der er så stærkt at Sayid skyder sin overordnede og sig selv i benet, så hun kan flygte.
Under et angreb i Irak tages en af de irakiske ledere til fange og den amerikanske invasionshær tvinger Sayid til at afhøre og torturere sin leder for oplysninger om en kidnappet pilot. Han takkes og betales af Kelvin Joe Inman. Efter angrebene rejser Sayid rundt i verden, i håb om at finde Nadia.
Han opholder sig blandt andet i Paris, hvor han kontaktes af en potentiel arbejdsgiver. Men så snart han dukker op til jobsamtalen, bliver han slået ned og lænket i deres kælderrum. Arbejdsgiveren er en iraker, hvis kone blev tortureret og nu vil have Sayid til at bekende sin synd. Sayid benægter stædigt, indtil han har en samtale med kvinden alene. Fordi Sayid erkendte hvad han havde gjort, lod hun Sayid gå og fortalte sin mand at hun havde begået en gruelig fejltagelse.
Han har aldrig set Nadia siden, men får chancen da CIA opsporer ham og tilbyder Nadias adresse mod at han infiltrerer en terrorcelle i Sydney. Han kender en af de involverede fra sin tid på universitetet i Cairo, og aftaler at de sammen vil ofre sig som martyrer. På dagen hvor de skal springe en bil ladet med springstoffer i luften, fortæller Sayid at han arbejder med CIA. Noget der synes at krænke hans ven i en sådan grad at han skyder sig selv i munden. Sayid tilkalder CIA og overdrager sprængstofferne til dem, som aftalt. Sayid får sin billet til USA, men vil samtidig have sin gamle ven begravet ærefuldt og med respekt for sin religion. CIA ønsker ikke at indfri denne forespørgsel og Sayid må blive en dag ekstra i Sydney, af hensyn til papirarbejdet. Dagen efter tager han af sted med Oceanic Flight 815.

### På øen

#### Sæson 1
Tekst mangler, hjælp os med at skrive teksten

#### Sæson 2
Tekst mangler, hjælp os med at skrive teksten

#### Sæson 3
Tekst mangler, hjælp os med at skrive teksten

#### Sæson 4
De overlevende tvinges til at vælge mellem at følge Jack eller Locke. Sayid bliver hos Jack. Efter Kate og Jack kommer i problemer med Daniel og Miles hjælper Sayid og Juliet dem til at vende magtkampen i situationen. Sayid følger flokken, der forenes med piloten Frank. Sayid drager sammen med Kate og Miles til barakkerne for at forhandle sig til Charlottes løsladelse. Ved deres ankomst nares de i Lockes baghold, og Sayid får lov at spendere noget tid i fangerum, med Ben. Sayid taler sig under et forhør med Locke ud af sin situation, og vender tilbage til helikopteren med Charlotte, hvorefter han forlader øen med retning mod fragtskibet.

### Efter øen
Som en af The Oceanic Six finder Sayid vej til en golfbane, hvor hans mission er at myrde en anden golfspillende. Senere, i Berlin, skaber han kontakt til en kvinde, hvis arbejdsgiver han også får til at opgave at snigmyrde. Da hun opdager han har været uærlig under deres romance skyder hun ham i skulderen, hvorefter hun tager kontakt til sin arbejdsgiver. I mellemtiden får Sayid distraheret hende, og udnytter sin chance til at skyde hende. Han leverer de nye informationer, og får opereret sin skulder af Ben.

## Fodnoter
1. ↑  Lost: The Complete Second Season
2. ↑  Lost: 
"The Beginning of the End" (Sæson 4, afsnit 1). Manuskript af Damon Lindelof & Carlton Cuse.  Broadcasted første gang på American Broadcasting Company den 31. januar 2008.
3. ↑  Lost: 
"Confirmed Dead" (Sæson 4, afsnit 2). Manuskript af Drew Goddard & Brian K. Vaughan.  Broadcasted første gang på American Broadcasting Company den 7. februar 2008.
4. 1 2  Lost: 
"The Economist" (Sæson 4, afsnit 3). Manuskript af Edward Kitsis & Adam Horowitz.  Broadcasted første gang på American Broadcasting Company den 14. februar 2008.